# 哈達姆鎮區 (堪薩斯州華盛頓縣)
哈達姆鎮區（英語：Haddam Township）為美國堪薩斯州華盛頓縣轄下的鎮區。2010年美国人口普查中此鎮區人口有155人。

## 地理
哈達姆鎮區涵蓋總面積為93.0平方（35.92平方英里），其中陸地面積為92.9平方（35.85平方英里），水域面積為0.18平方（0.07平方英里）或0.19%。

## 人口統計
根據2010年美國人口普查，哈達姆鎮區人口有155人，其中男性有72人，女性有83人，人口密度為每平方公里1.67人，住房計128戶。鎮區內的白人有152人，非裔美國人有0人，美洲原住民有1人，亞裔美國人有0人，太平洋島裔美國人有0人，其他種族有0人，混血種族則有2人。此外鎮區內有2人為西班牙裔或拉丁裔美國人。此鎮區之年齡中位數為52.8歲，而男性年齡中位數為51.0歲，女性年齡中位數為54.8歲。

## 交通

### 主要公路
- 22號堪薩斯州州道